# NGC 7487
NGC 7487 (другие обозначения — PGC 70496, UGC 12368, MCG 5-54-35, ZWG 496.43, NPM1G +27.0644) — линзовидная галактика в созвездии Пегаса. Открыта Джоном Гершелем в 1827 году. Описание Дрейера: «очень тусклый, маленький объект круглой формы». Галактика удаляется от Млечного Пути со скоростью 9535 км/с и находится на расстоянии 425—430 световых лет. Диаметр галактики составляет около 225 тысяч световых лет.
Этот объект входит в число перечисленных в оригинальной редакции «Нового общего каталога». Он имеет две записи в каталоге: NGC 7210 и NGC 7487. Первоначально галактику открыл Джон Гершель, но указал прямое восхождение с ошибкой практически ровно в час и склонение с ошибкой в градус. В Новый общий каталог открытие Гершеля попало под номером 7210, хотя никакого объекта на указанных им координатах не было. В 1886 году галактику независимо открыл Льюис Свифт и записал правильные координаты; его открытие получило номер 7487 в каталоге. Лишь в 2016 году было обнаружено, что галактику на самом деле открыл Гершель, но указал ошибочные координаты.